# Библиография Ника Перумова

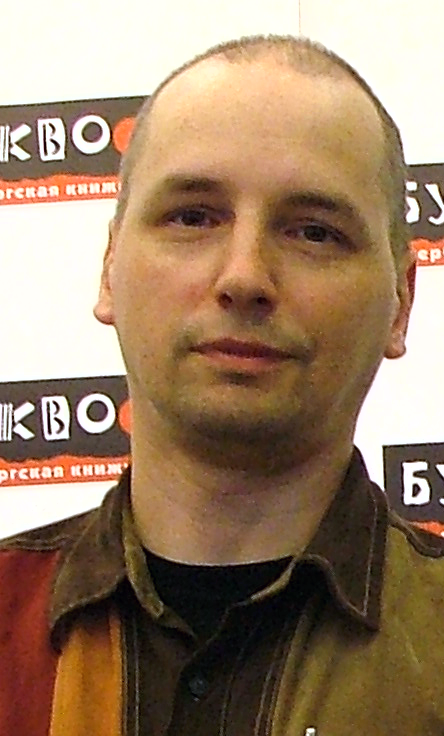
Ник Перумов

Ник Перу́мов (настоящее имя Никола́й Дании́лович Перу́мов; 21 ноября 1963, Ленинград, СССР) — русский писатель-фантаст.

### Миры Упорядоченного
Кольцо Тьмы
1. «Эльфийский клинок» (1993[2])
2. «Чёрное копьё» (1993[2])
3. «Адамант Хенны» (1995)

Летописи Хьёрварда
1. «Гибель Богов» (1995)
2. «Воин Великой Тьмы» (1995)
3. «Земля без радости» (1995)
4. «Тысяча лет Хрофта» (спин-офф серии) (2013, в 2 томах)

Летописи Разлома
1. «Алмазный меч, деревянный меч» (1998, в 2 томах)
2. «Дочь некроманта» (спин-офф серии) (1999)
3. «Вернуть посох» (спин-офф серии) (1999)
4. «Хранитель мечей: Рождение мага» (1999)
5. «Хранитель мечей: Странствия мага» (2000, в 2 томах)
6. «Хранитель мечей: Одиночество мага» (2001, в 2 томах)
7. «Война мага: Дебют» (2003)
8. «Война мага: Миттельшпиль» (2004)
9. «Война мага: Эндшпиль» (2006)
10. «Война мага: Конец игры» (2006, в 2 томах)
11. «Эльфийская стража»[3] (2013)
12. «Когда мир изменился» (2021)
13. «Восстание безумных богов: Северная ведьма» (2021)

Гибель Богов 2
1. «Память пламени»[4] (2012)
2. «Удерживая небо» (2012)
3. «Пепел Асгарда» (2014)
4. «Асгард Возрождённый» (2015)
5. «Хедин, враг мой» (2015, в 2 томах)
6. «Прошедшая вечность» (2018)
7. «Орёл и Дракон» (2018)
8. «Душа Бога» (май 2020, Форум Перумова)
9. «Душа Бога. Том 2» (2022)

Сказки Упорядоченного
1. «Охотники. Пророчества Разрушения» (2017)
2. «Охотники. Мегалиты Империи» (2017)
3. «Война ангелов. Великая пустота» (2019)
4. «Война ангелов. Игнис» (2019)

### Другие серии
Техномагия
1. «Разрешённое волшебство» (1996)
2. «Враг неведом» (1997)
3. «Зона магов» (не окончено)

Похитители душ
1. «Посредник» (1996, в соавторстве с Полиной Каминской)
2. «Один на один» (1997, в соавторстве с Полиной Каминской)
3. «Операция: Антиирод» (1997, Автор — Полина Каминская, Ник принимал участие только в разработке сюжета)

Империя превыше всего
1. «Череп на рукаве» (2002)
2. «Череп в небесах» (2004)

Семь зверей Райлега
1. «Тёрн» (2007)
2. «Алиедора» (2009)
3. «Имя Зверя»[5] (2011, в 2 томах)

Я, Всеслав
1. «Русский меч» (2008)[7]
2. «Выпарь железо из крови» (2008)[8]
3. «Пёс Всеслава» (2008)[9]

Млава Красная
1. «Млава Красная»[10] (2011, в соавторстве с Верой Камшой)
2. «Сентябрьское пламя» (2012, в соавторстве с Верой Камшой, рассказ в сборнике «Исправленному верить»)

Приключения Молли Блэкуотер
1. «За краем мира» (2016)
2. «Сталь, пар и магия» (2016)
3. «Остров крови» (2017)

Небо Валинора
«Адамант Хенны» (2018)

### Вне серий
- «Чёрная кровь» (1996, в соавторстве со Святославом Логиновым)
- «Не время для драконов» (1997, в соавторстве с Сергеем Лукьяненко)
- «Не место для людей» (2020, в соавторстве с Сергеем Лукьяненко)
- «Армагеддон» (2000, в соавторстве с Алланом Коулом, в США издана как «Lords of Terror»).
- «Испытано на себе» (2007, рассказ в сборнике «Никого над нами»)
- «Волчье поле» (2008, в соавторстве с Верой Камшой, повесть в сборнике «Наше дело правое»).